# Luis Carlos Fallas
Luis Carlos Fallas Treminio (Liberia, 12 de abril de 1998) Es un futbolista costarricense que juega como pivote en el Asociación Deportiva y Recreativa Jicaral  de la Segunda División de Costa Rica

## Clubes
| Club                                      | País       | Año         |
| ----------------------------------------- | ---------- | ----------- |
| C.S. Uruguay de Coronado                  | Costa Rica | 2016-2017   |
| Asociación Deportiva Carmelita            | Costa Rica | 2017-2020   |
| Municipal Grecia                          | Costa Rica | 2020 - 2021 |
| Asociación Deportiva y Recreativa Jicaral | Costa Rica | 2021 - Act  |